# ジュール・デルサール
ジュール・デルサール（Jules Delsart, 1844年11月24日 - 1900年7月3日）は、フランスのチェリスト、教育者。セザール・フランクの『ヴァイオリンソナタ』をチェロとピアノのために編曲したことで最もよく知られる。音楽学者のリンダ・マクレガーはデルサールについて次のように記述している。「当時のフランスにおける最良のチェリストの1人であり、欠点のないテクニック、正確なボウイング、そして大きくないが甘美な音色を有していた。」デルサールは1689年製のストラディヴァリ「アルキント」を所有していた。

## 生涯
デルサールはヴァランシエンヌに生まれた。この街の音楽アカデミーで勉強を開始した彼は、パリ音楽院へと籍を移すと1866年にチェロの演奏で1等賞を獲得する。デルサールが専ら教えを仰いだのはオーギュスト・フランショームであり、1884年に師がこの世を去るとその跡を継いで音楽院でチェロの教授に就任した。その後、デルサールは生涯この職に留まり続けた。彼の門下からはポール・バズレール、ホレス・ブリット、マルセル・カサドシュ（Marcel Casadesus）、ルイ・フォイヤール（Louis Feuillard）、ルイ・フルニエ（Louis Fournier）、ヴィクトル・ミレツキ・ララマ、アンリ・ミュレ、ジョルジュ・パパン（Georges Papin）らが輩出している。
パリ音楽院を卒業後、デルサールは数度にわたるヨーロッパ演奏旅行に繰り出して成功を収めた。1881年2月26日にはサル・プレイエルにおいてマリー・ジャエルのチェロソナタを、作曲者自身のピアノと共に初演している。翌1882年、彼はジャエルよりチェロ協奏曲の献呈を受けている。デルサールはロンドンを何度も訪れ、そのうち1891年11月25日にはセント・ジェームズ・ホールにおいてダーヴィト・ポッパーの3台のチェロと管弦楽のための『レクイエム』を、作曲者およびエドワード・ハウエルと共に初演している。1892年、ルイス・ブライトナー（Louis Breitner）の伴奏によりサン＝サーンスのチェロとピアノのための『Chant saphique』 Op.91をLa Trompetteにおいて初演、この作品は彼に献呈された。この他にデルサールへと捧げられた曲にはポッパーの『ノクターン』、レオン・ボエルマンのチェロソナタ、バンジャマン・ゴダールの『On the Lake』などがある。
また、デルサールは室内楽でも活発に活動した。1875年以降、設立者のマルタン・ピエール・マルシック、Louis van Waefelghem、ギヨーム・レミーと共にマルシック四重奏団においてチェリストとして活躍し、当時のパリにおいて最も名高く、広く知られた弦楽四重奏団の1つとして名を馳せた。アンドレ・メサジェ、レミーとは1882年にエルネスト・ショーソンの『ピアノ三重奏曲 ト短調』 Op.3の初演を行っている。さらに彼はサラサーテが率いたトリオでも演奏していた。
チェロに加え、デルサールは1887年から学び始めたヴィオラ・ダ・ガンバも折に触れて演奏していた。この楽器に関心を持った彼はルイ・ディエメ（ハープシコード）、van Waefelghem（ヴィオラ・ダモーレ）、そしてGrillet（フィドル）と共同で古楽器協会（Société des Instruments Anciens）を立ち上げた。古楽器協会は10年の間ヨーロッパ中で演奏して成功を収めたが、デルサールが参加したのはそのはじめの数年だけであった。彼が脱退した後は弟子のパパンとカサドシュが協会に加入した。
デルサールはパリで55年の生涯を閉じ、ペール・ラシェーズ墓地に葬られた。生前にジャン＝アンドレ・リクセンとユリエン・デクレがデルサールの肖像画を描いており、それらは共にヴァランシエンヌの美術博物館（Musée des Beaux Arts）に収蔵されている。ヴァランシエンヌには彼の名を冠したジュール・デルサール通り（Rue Jules Delsart）が存在する。

## 編曲作品
デルサールは作曲者自身の許諾を受けてフランクの『ヴァイオリンソナタ』をチェロとピアノのために編曲しており、これはチェロの基本的なレパートリーとなっている。信頼できる文献情報に基づく徹底的な歴史的検証を経て、デルサールによるチェロ編曲（ピアノパートは原曲のままである）がヘンレ社から原典版として刊行された。また、彼は一般的にはヴァイオリンと管弦楽によって演奏されるマスネのオペラ『タイス』から「瞑想曲」、そしてガブリエル・フォーレのピアノのための『3つの無言歌』 Op.17をチェロとピアノのために編曲している。